# Montezumia azurescens
Montezumia azurescens är en stekelart som först beskrevs av Spinosa 1851.  Montezumia azurescens ingår i släktet Montezumia och familjen Eumenidae. Inga underarter finns listade i Catalogue of Life.